# ネック&ネック
『ネック&ネック』（原題：Neck and Neck）は、カントリー・ギタリストのチェット・アトキンスが、マーク・ノップラーと連名で1990年に発表したスタジオ・アルバム。アトキンスの所属レーベルであるコロムビア・レコードから発売され、ノップラーがプロデュースした。

## 背景
レコーディングはナッシュビルとロンドンで行われ、アルバムのクレジットに記載されている「CA Workshop」は、アトキンスの自宅の階下にあるスタジオのことである。
ノップラーが書き下ろした「ネクスト・タイム・アイム・イン・タウン」を除けば全曲ともカヴァーだが、「ゼアル・ビー・サム・チェンジス・メイド」には、オリジナル・ヴァージョンにはなかったパロディの歌詞が組み込まれた。なお、「ヤケティー・アクス」はアトキンスが1965年に発表したアルバム『More of That Guitar Country』に収録されていた曲で、ブーツ・ランドルフの曲「Yakety Sax」を改題したカヴァーである。10曲中5曲はインストゥルメンタルとなっている。
本作のレコーディングには、ノップラーと共にダイアー・ストレイツ及びノッティング・ヒルビリーズで活動していたガイ・フレッチャーや、後にダイアー・ストレイツのサポート・メンバーとなるポール・フランクリンも参加した。また、当時MCAレコードに所属していたヴィンス・ギルとスティーヴ・ウォリナーもゲスト参加している。

## 反響・評価
アトキンスの母国アメリカでは、総合アルバム・チャートのBillboard 200で127位、『ビルボード』のカントリー・アルバム・チャートで27位を記録。グラミー賞では「プア・ボーイ・ブルース」が最優秀カントリー・コラボレーション・ウィズ・ボーカル賞を、「ソー・ソフト、ユア・グッバイ」が最優秀カントリー・インストゥルメンタル・パフォーマンス賞を受賞した。
ノルウェーでは合計9週トップ20入りして、最高5位に達する大ヒットを記録。全英アルバムチャートでは41位に達して、アトキンスにとっては27年振りの全英チャート入りとなった。
Stephen Thomas Erlewineはオールミュージックにおいて5点満点中4点を付け「ダイレクトかつ渋いアプローチによって、『ネック&ネック』はアトキンスがリリースしてきたレコードの中でも特に焦点が絞られ、そして恐らく最も称賛に値する作品となっている」と評している。

## 収録曲
1. プア・ボーイ・ブルース "Poor Boy Blues" (Paul Kennerley) – 4:03
2. スウィート・ドリームス "Sweet Dreams" (Don Gibson) – 3:25
3. ゼアル・ビー・サム・チェンジス・メイド "There'll Be Some Changes Made" (Billy Higgins, Benton Overstreet / Parody Lyrics by Chet Atkins, Mark Knopfler, Margaret Archer) – 6:28
4. ジャスト・ワン・タイム "Just One Time" (D. Gibson) – 4:12
5. ソー・ソフト、ユア・グッドバイ "So Soft, Your Goodbye" (Randy Goodrum) – 3:18
6. ヤケティー・アクス "Yakety Axe" (Boots Randolph, James Rich / Lyrics by Merle Travis) – 3:24
7. ティアーズ "Tears" (Stéphane Grappelli, Django Reinhardt) – 3:54
8. タヒチアン・スキーズ "Tahitian Skies" (Ray Flacke) – 3:18
9. アイル・シー・ユー・イン・マイ・ドリームス "I'll See You in My Dreams" (Isham Jones, Gus Kahn) – 2:58
10. ネクスト・タイム・アイム・イン・タウン "The Next Time I'm in Town" (M. Knopfler) – 3:26

## 参加ミュージシャン
- チェット・アトキンス - ギター、ボーカル
- マーク・ノップラー - ギター、ボーカル
- ポール・フランクリン - スティール・ギター、ドブロ、ペダブロ
- ガイ・フレッチャー - キーボード、ベース、ドラムス
- フロイド・クレイマー - ピアノ(on #2)
- エドガー・メイヤー - ベース
- スティーヴ・ウォリナー - ベース
- ラリー・ロンディン - ドラムス
- マーク・オコーナー - フィドル、マンドリン
- ヴィンス・ギル - バックグラウンド・ボーカル